# Puchar Świata w Rugby 7 (2022) – kwalifikacje kobiet
Kwalifikacje kobiet do Pucharu Świata w Rugby 7 (2022) miały na celu wyłonienie żeńskich reprezentacji narodowych w rugby 7, które wystąpiły w finałach tego turnieju.

## Informacje ogólne
Turniej finałowy organizowanego przez World Rugby Pucharu Świata odbędzie się w Kapsztadzie w dniach 9–11 września 2022 roku i weźmie w nim udział szesnaście drużyn. Schemat eliminacji został opublikowany w połowie maja 2021 roku. Automatyczny awans do turnieju finałowego uzyskały półfinalistki poprzedniego Pucharu Świata. W przeciwieństwie do poprzednich edycji nie był brany pod uwagę ranking światowego cyklu, zatem o pozostałe miejsca odbywały się kwalifikacje oparte jedynie o regionalne turnieje zaplanowane na okres od listopada 2021 do lipca 2022 roku. Europie przyznano cztery miejsca, Ameryce Południowej i Azji dwa, trzem pozostałym regionom natomiast po jednym.

## Zakwalifikowane drużyny
|                           | Afryka              | Ameryka Południowa    | Ameryka Północna/Karaiby | Azja              | Europa                                   | Oceania                     |
| ------------------------- | ------------------- | --------------------- | ------------------------ | ----------------- | ---------------------------------------- | --------------------------- |
| Automatyczna kwalifikacja | - Południowa Afryka |                       | - Stany Zjednoczone      |                   | - Francja                                | - Australia - Nowa Zelandia |
| Regionalne eliminacje     | - Madagaskar        | - Brazylia - Kolumbia | - Kanada                 | - Chiny - Japonia | - Anglia - Hiszpania - Irlandia - Polska | - Fidżi                     |

## Kwalifikacje

### Afryka
Stawką turnieju kwalifikacyjnego, będącego jednocześnie mistrzostwami Afryki, który odbył się w dniach 29–30 kwietnia 2022 roku tunezyjskim mieście Jemmal, było jedno miejsce na Pucharze Świata 2022 – nie uwzględniając Południowej Afryki jako jego gospodarza. W zawodach wzięło udział dziewięć zespołów, które rywalizowały w ramach trzech trzyzespołowych grup systemem kołowym o awans do ćwierćfinałów. Niespodzianką zawodów była postawa Madagaskaru, który dochodząc do finału awansował po raz pierwszy do turnieju finałowego Pucharu Świata, zaś w samym decydującym pojedynku prowadził z reprezentantkami RPA po pierwszej połowie 14:5, przegrał zaś przyłożeniem zdobytym już po końcowej syrenie.

### Ameryka Północna/Karaiby
Turniej kwalifikacyjny pierwotnie miał się odbyć w postaci czerwcowego turnieju poprzedzonego lutowymi kwalifikacjami, a Federación Mexicana de Rugby otrzymała prawa do organizacji pierwszego z nich pod koniec sierpnia 2021 roku. Wskutek pandemii COVID-19 i rozprzestrzeniającego się wariantu Omikron zostały one odwołane w połowie stycznia 2022 roku, zaś pod koniec lutego ogłoszono, że zostanie rozegrany jeden turniej – w Nassau w dniach 23–24 kwietnia 2022 roku, którego stawką będą jedno miejsce w turnieju finałowym Pucharu Świata. Uczestniczące zespoły oraz format zawodów ogłoszono w połowie marca 2022 roku, zaś harmonogram spotkań dwa tygodnie później. W mistrzostwach miało wziąć udział sześć zespołów, które w ciągu dwóch meczowych dni rywalizowały systemem kołowym w ramach jednej grupy, następnie czołowa dwójka zmierzyła się w finale. W związku z wycofaniem się Dominikany zawody ostatecznie odbyły się w pięciozespołowej obsadzie, a zawody zdominowała reprezentacja Kanady, która nie oddała rywalkom choćby punktu.

### Ameryka Południowa
Ameryce Południowej w turnieju finałowym Pucharu Świata przyznano dwa miejsca. Dziesięciozespołowy turniej odbył się w ramach dorocznego Torneo Valentín Martínez w Montevideo w dniach 12–13 listopada 2021 roku. W pierwszej fazie reprezentacje rywalizowały w ramach dwóch pięciozespołowych grup systemem kołowym, po czym nastąpiła faza pucharowa – dwie czołowe drużyny z każdej grupy walczyły o medale. W swoich grupach z kompletem zwycięstw najlepsze okazały się Brazylia i Kolumbia, które następnie awansowały do finału, tym samym gwarantując sobie miejsce w PŚ 2022.

### Azja
Azji w turnieju finałowym Pucharu Świata przyznano dwa miejsca, o które rywalizacja odbyła się podczas mistrzostw kontynentu. W grudniu 2020 roku ich ogłoszono ramowy plan – podobnie jak w poprzednich sezonach miał składać się z trzech turniejów zaplanowanych do rozegrania w sierpniu i wrześniu w Korei Południowej, Chinach oraz Sri Lance. Na początku sierpnia 2021 roku odwołano południowokoreańskie zawody, zaś pozostałe dwa etapy przeniesiono do Dubaju na drugą połowę listopada, a ostatecznie zorganizowano tylko jeden. W mistrzostwach wzięło udział osiem reprezentacji, które rywalizowały w pierwszym dniu systemem kołowym podzielone na dwie czterozespołowe grupy, po czym czwórka najlepszych awansowała do półfinałów. W turnieju zwyciężyły reprezentantki Japonii, które w finale pokonały Chiny, a obie te drużyny zakwalifikowały się na Puchar Świata 2022.

### Europa
W przeciwieństwie do poprzednich kwalifikacji awansu na Puchar Świata nie otrzymały najlepsze zespoły mistrzostw Europy, został natomiast zorganizowany oddzielny turniej eliminacyjny. Prawo udziału w nim uzyskało osiem zespołów z GPS – prócz mających zagwarantowany awans Francji i Szkocji – a także Anglia i Włochy oraz dwie poza nimi najlepsze reprezentacje spośród pozostałych z poziomu Trophy. W rozegranym na Stadionul Arcul de Triumf w Bukareszcie w dniach 16–17 lipca 2022 roku turnieju wzięło udział dwanaście zespołów, a ich stawką były cztery miejsca w turnieju finałowym PŚ 2022. Reprezentacje zostały podzielone na trzy czterozespołowe grupy rywalizujące w pierwszej fazie w ramach grup systemem kołowym, po czym nastąpiła faza pucharowa – czołowa ósemka awansowała do ćwierćfinałów, pozostałe zespoły odpadły z rozgrywek. Ćwierćfinały pełniące jednocześnie rolę meczów o awans do PŚ kończyły rywalizację, bowiem kolejne etapy gier nie zostały zaplanowane. Wszystkie cztery wyżej rozstawione po fazie grupowej zespoły – Irlandia, Anglia, Polska i Hiszpania – uzyskały awans na PŚ pokonując swoich ćwierćfinałowych przeciwników.

### Oceania
Oceanii w turnieju finałowym Pucharu Świata przyznano jedno miejsce, o które zespoły miały rywalizować podczas turnieju zaplanowanego na kwiecień 2022 roku. Z uwagi na jego odwołanie z powodu COVID-19 światowy i regionalny związek w marcu 2022 roku postanowiły, iż kwalifikację otrzymają najlepsze zespoły z tego regionu według rankingu obejmującego sezon 2020/2021 World Rugby Women’s Sevens Series oraz Mistrzostwa Oceanii w Rugby 7 Kobiet 2019. Zgodnie z tymi wytycznymi awans na PŚ 2022 otrzymała reprezentacja Fidżi.